# Red Sweeney's Mistake
Red Sweeney's Mistake è un cortometraggio muto del 1913 diretto da George Melford.

## Produzione
Il film, prodotto dalla Kalem Company, venne girato a Glendale, in California.

## Distribuzione
Distribuito dalla General Film Company, il film - un cortometraggio di una bobina - uscì nelle sale cinematografiche statunitensi il 15 gennaio 1913.